# 中華電力

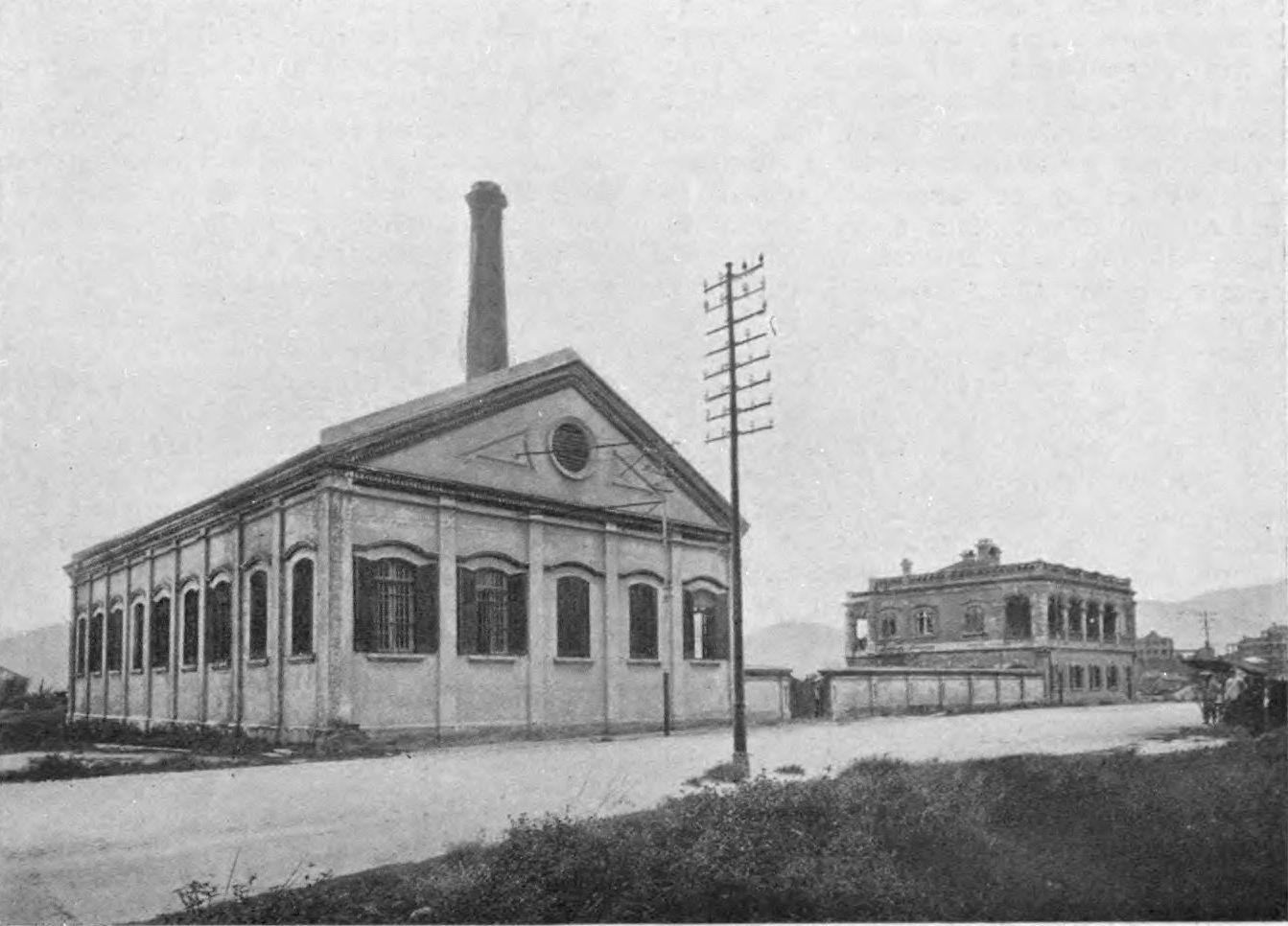
中電於紅磡漆咸道的第一座發電廠。於1903年啟用，發電量為75千瓦。照片拍攝於1903年至1908年之間。

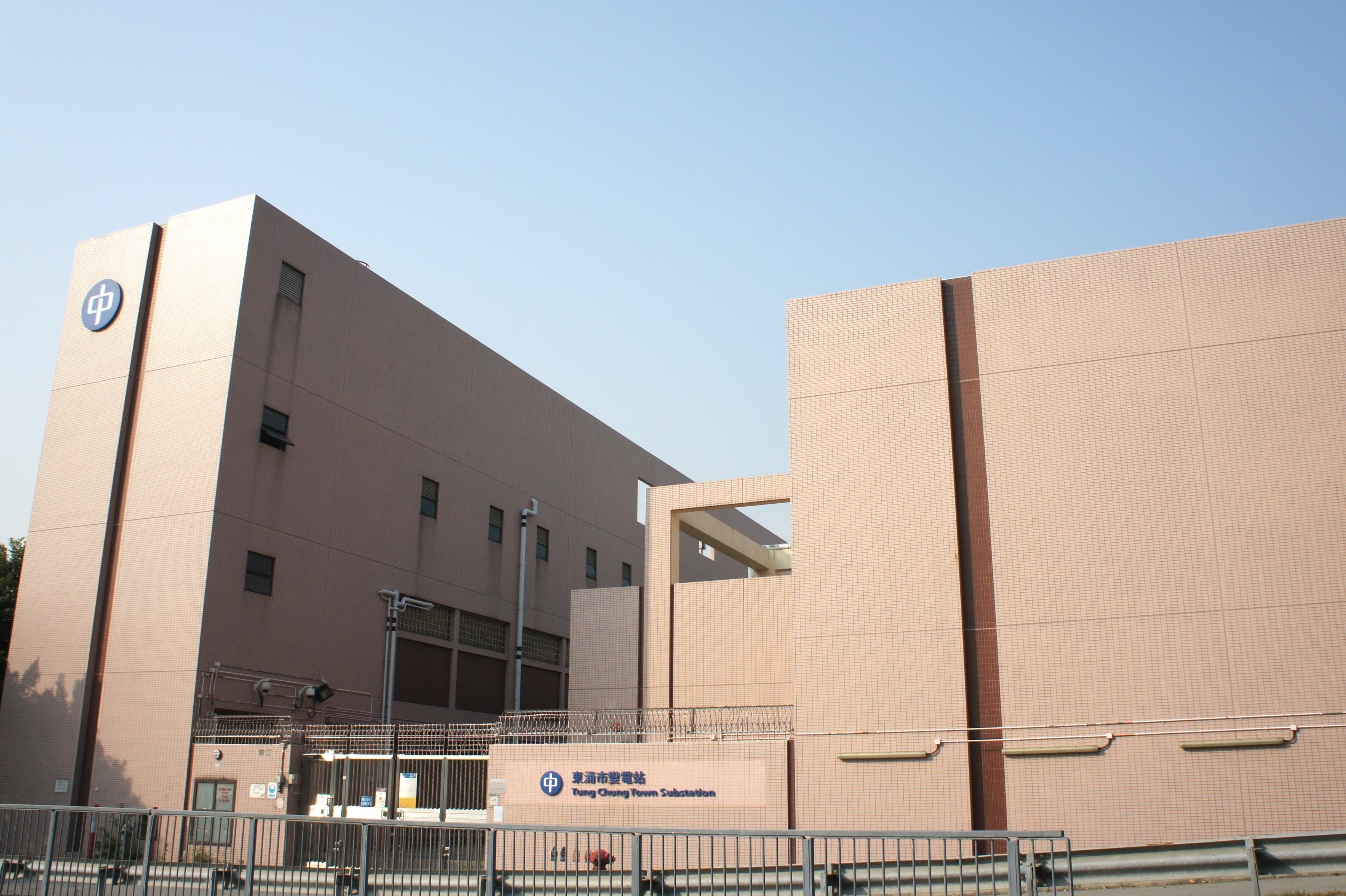
中電集團東涌市變電站

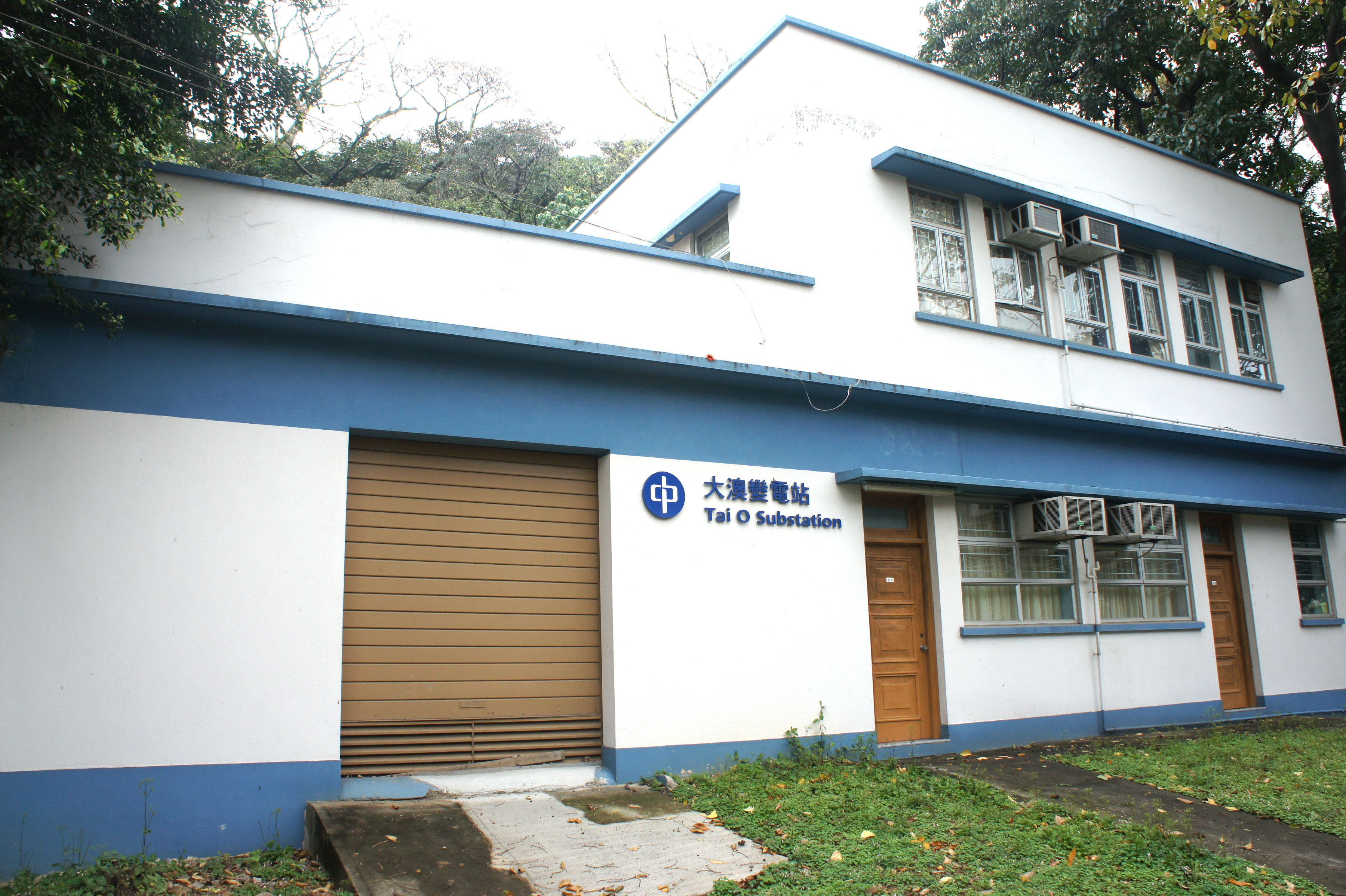
中電集團大澳變電站

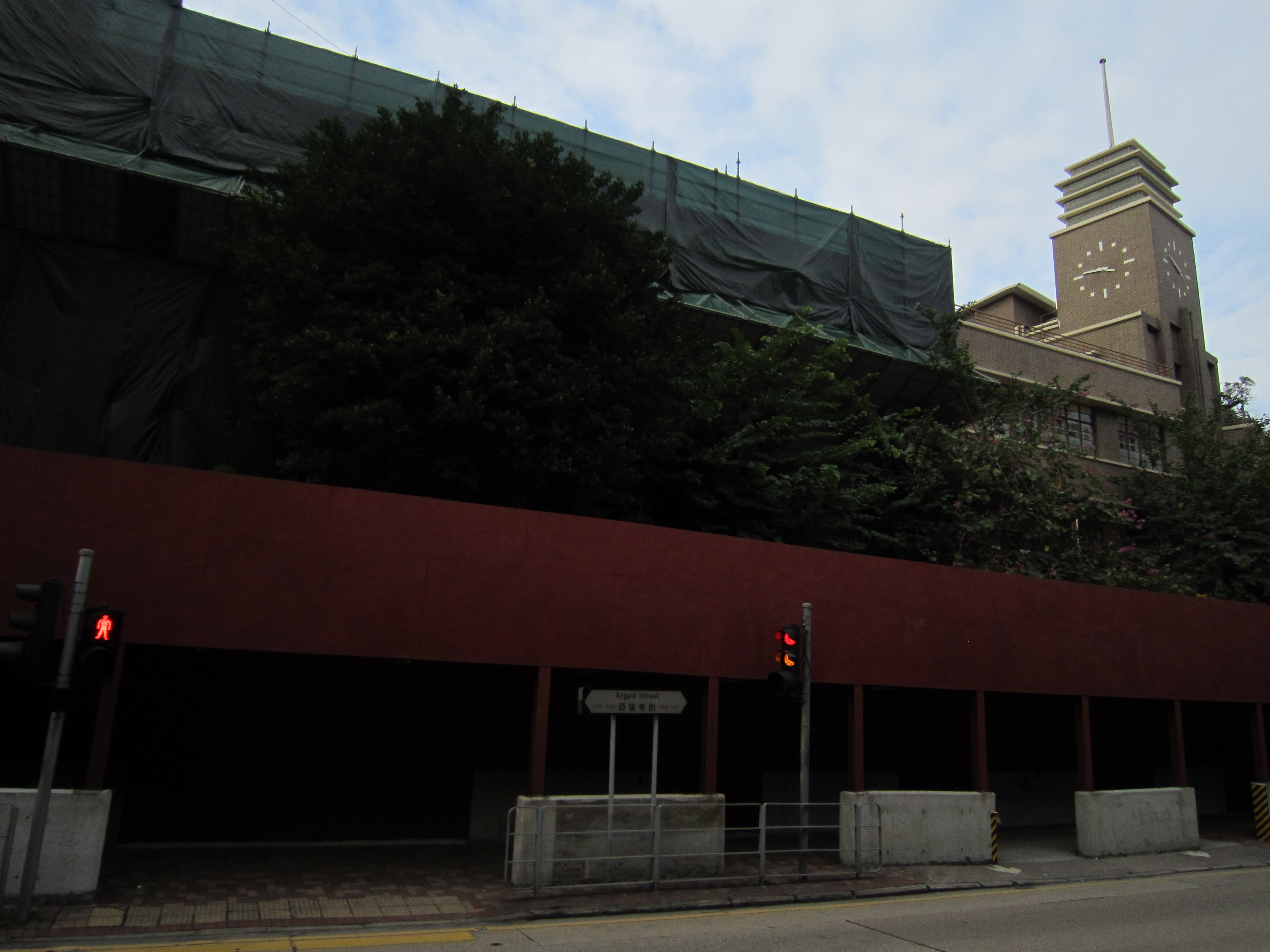
位於何文田亞皆老街的舊中華電力總辦事處正進行拆卸工程

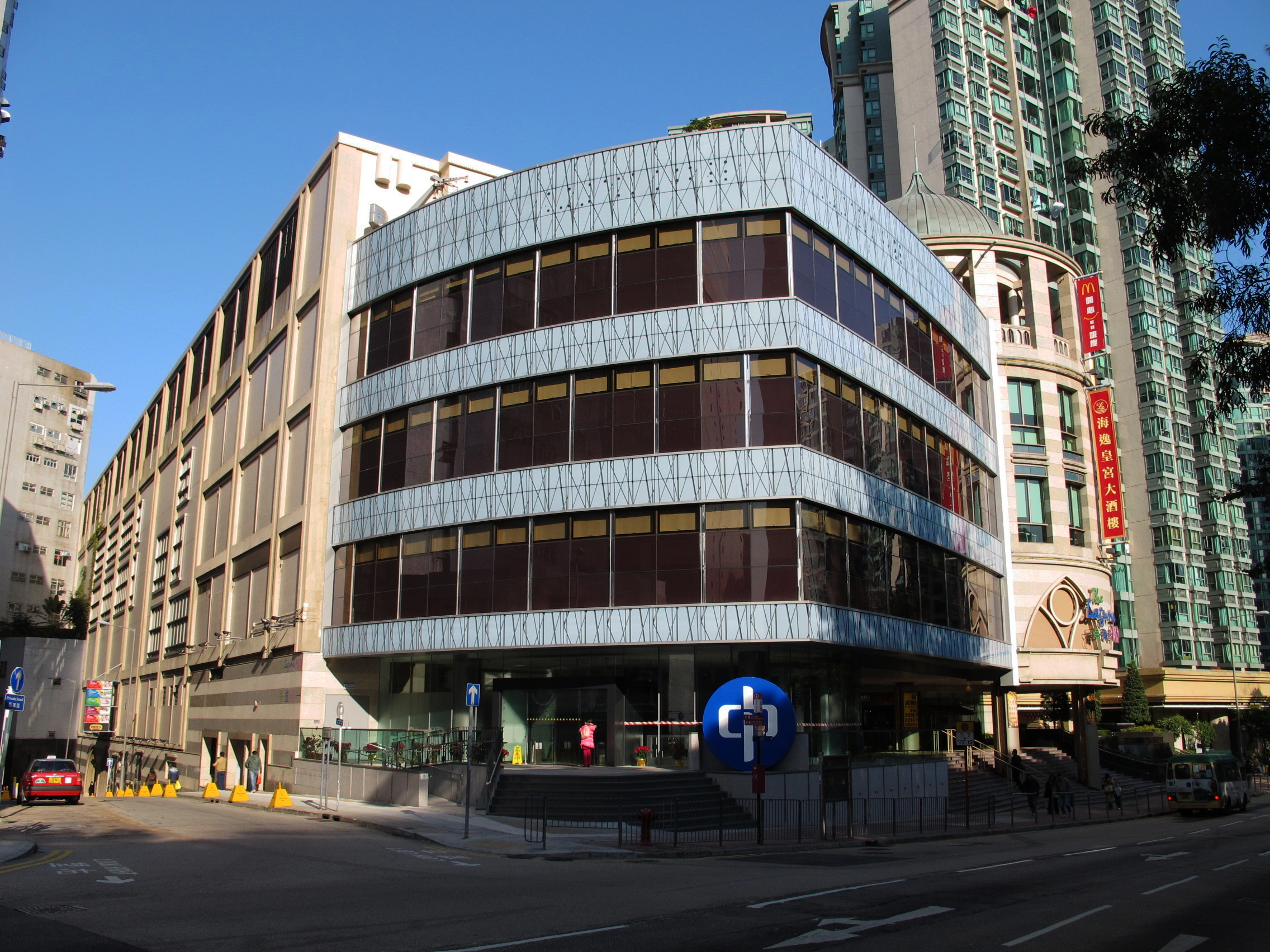
中電集團紅磡海逸坊前總部

中電集團（英語：CLP Group；簡稱：中電）於1901年在香港註冊成立，當時名為中華電力有限公司（China Light & Power Company Syndicate），是香港兩家電力供應商之一（另一家為香港電燈），負責供電予九龍、新界（包括附近的小島嶼）及離島（南丫島及蒲台島除外），也是這些地區唯一的電力供應商。
中電是香港最大的電力公司。中電目前是亞太區其中一個重要的能源行業營運商，業務發展至中國大陸、台灣、澳洲、印度、東南亞，參與超過60項投資。
中電控股有限公司（港交所：2、OTCBB：CLPHY
，CLP Holdings Limited）是中電集團的控股公司，在香港聯合交易所上市。

## 資產
- 香港業務
  - 中電控股在香港營運三間發電廠，青山發電廠（3,058兆瓦）、龍鼓灘發電廠（3,850兆瓦）和竹篙灣發電廠（300兆瓦）生產，總發電容量為8988兆瓦[3]，固定資產877億港元。三間發電廠均由中電控股及南方電網合營（分別佔70%及30%權益）的青山發電有限公司持有。
  - 全資擁有中華電力有限公司（英語：CLP Power Hong Kong Limited；舊稱""[4]），擁有電網及作為供電予用戶的服務商、與政府簽署《管制計劃協議》的法人[5]
- 廣東核電合營有限公司核電站：廣東大亞灣核電站25%權益
- 大亞灣核電運營管理有限責任公司（中電佔 12.5%權益）
- 澳洲 EnergyAustralia（英语：EnergyAustralia）（澳洲業務）
- OneEnergy 50%（台灣、東南亞業務）
- 泰國 EGCO（OneEnergy佔）22%
- Roaring 40s（英语：Roaring 40s）（環保能源）
- 「西氣東輸」二線項目東段、其位於深圳西的液化天然氣接收站24.5%權益
- 「西氣東輸」二線管道，香港支線設施及龍鼓灘的天然氣接收站40%權益
- 印度哈格爾（Jhajjar）1320兆瓦燃煤發電項目的建造和營運權，總值逾12億美元
- CLP-CWP Wind Power Investment Limited 50%股權（中電－協合新能源合營）[6]
  - 阜新市屈家溝風場（49.5兆瓦）及馬鬃山風場（49.5兆瓦） 49%股權
- 甘肅省金昌太陽能發電項目（100兆瓦）51%股權
- 台灣和平電廠（1,320兆瓦）20%權益
- 泰國 Lopburi 太陽能發電項目（63兆瓦）33%權益
- 越南中電與合營夥伴共同發展 Vung Ang 2期（1,320兆瓦）及Vinh Tan 3期（1,980兆瓦）燃煤發電項目
- 阳江核电站17%股權

## 發電廠
2017年，中華電力在香港電力業務共有8,913兆瓦（MW）發電量，當中6,933MW發電機組安裝在香港境內。抽水蓄能電站先從其他發電廠輸入電力，然後在尖峰時間輸出電力。換言之，它本身沒有發電能力，因此不計算在發電量中。本地的三間發電廠均由青山發電有限公司擁有，其中中電佔70%股權，南方電網佔30%。
2017年，中電的本地峰值用電量達7,155MW。
| 香港 - 龍鼓灘發電廠 - 2,525MW - 青山發電廠 - 4,108MW - 竹篙灣發電廠（後備發電機）- 300MW | 中國大陸 - 大亞灣核電廠 - 1,968MW 中電購買其中的七成，即是1,380MW - 廣州蓄能水電廠 - 2,400MW 中電擁有第一期一半發電量的使用權，即是600MW |

## 輸配電網
2017年，中華電力全資擁有在香港的輸配電網。輸電電壓為400kV及132kV，配電則採用33kV、11kV及380V。整個輸配電網共有232個主要電力分站和14,483個輔助電力分站。
當中，400kV輸電系統包括一組環繞新界長503公里的雙線路架空電線、52公里的電纜和11個超高壓電力分站。
此外，中電與港燈聯網，共有720MVA的輸電量。

## 發電燃料
- 天然氣：48%，來自中國石油的西氣東輸及中國海洋石油的海南島崖城13-1等氣田[7][8]
- 核能：36%，來自深圳大亞灣核電站[9]
- 煤：15%，來自印尼[10]
- 可再生能源：1%[11]

## 歷史
| 年份           | 事記 |
| -------------- | --- |
| 1901年         | 英國人羅拔西溫（Robert Shewan）購入廣州電廠供電給廣州，於同年1月25日在香港註冊成立中華電力有限公司，並計劃在九龍建電廠 |
| 1901年         | 當年最高的用電需求量為十分之一兆瓦 |
| 1903年         | 位於紅磡漆咸道的首座發電廠正式投入服務，發電容量75千瓦，最初電網只有電廠周邊方圓三公里的範圍，為當時人口最稠密的油麻地區供電，另外兩條主電纜通往紅磡鶴園街青州英泥廠及尖沙咀九龍酒店，主要為工商業用戶 |
| 1909年         | 艾利嘉道理入股，出售虧本的廣州電廠，重點發展九龍 |
| 1910年         | 宣佈簽約供電予九廣鐵路英段和華段，分別為今日港鐵東鐵綫及廣深鐵路 |
| 1918年         | 漆咸道舊電廠受填海工程影響，購入紅磡鶴園街地皮搬廠，並進行公司重組，艾利嘉道理成大股東 |
| 1919年         | 中電獲得九龍區公共照明系統的電力供應權。在二十世紀初九龍的電力發展步伐與香港島（由香港電燈供電）有差距，九龍的住宅用電用戶寥寥可數 |
| 1920年代       | 九龍城、九龍塘、油麻地及深水埗變電站先後落成或擴充 |
| 1929年         | 獲准供電至新界 |
| 1930年代       | 為城門水塘水壩建造工程供電。羅蘭士嘉道理加入董事局， 並於1935年出任主席 |
| 1931年         | 穿過舊筆架山隧道的電纜工程完成，沙田、大埔、粉嶺、元朗坳頭等地的主要墟市都得到電力供應，另外還包括工業客戶如屯門的陶瓷廠、蓮麻坑的礦場等 |
| 1940年         | 鶴園街發電廠正式投產 |
| 1940年         | 位於亞皆老街的中華電力總部大樓落成啟用 |
| 1941年         | 受香港政府之命，鶴園發電廠最大的發電機組被中電工程人員炸毀，其餘的發電設備被推下海，免受日本人侵佔 |
| 1941年         | 二次世界大戰時期鶴園街電廠由日軍佔據。發電設備被日軍打撈及被修復，以極有限度的程度恢復供電。並因香港島的北角發電廠被戰火摧毀，曾經歷史性地第一次由九龍半島接駁電纜至香港島，向港島地區有限度供電 |
| 1941年         | 二次世界大戰時期，羅蘭士嘉道理曾被短暫困於赤柱集中營，至後來被日軍勸導後被送往上海 |
| 1945年8月      | 香港重光。羅蘭士嘉道理先乘飛機往昆明，再借美軍協助，輾轉乘DC-3運輸機回到香港，重掌並重建中電 |
| 1955年         | 中電正式收購大澳合眾電力公司，為大嶼山居民供應電力 |
| 1960年         | 中電進行“鄉村電氣化計劃”，令新界偏遠鄉村都有電力供應 |
| 1962年         | 中電打算與負責港島供電的香港電燈合併，但不果 |
| 1964年         | 中電及埃索（現稱埃克森美孚）合組半島電力，並與香港政府簽訂首份利潤管制協議（Scheme of Control Agreement） |
| 1969年         | 青衣燃油發電廠正式啟用，總發電容量達1,520兆瓦。時任港督戴麟趾主持啟用禮 |
| 1979年4月1日   | 中電開始與廣東省連網，透過其132千伏輸電網絡供電予該省 |
| 1982年         | 青山發電A廠正式投產，發電容量達1,400兆瓦，落實採用多元化燃料策略。時任英國首相戴卓爾夫人主持開幕禮 |
| 1984年1月1日   | 中電接管長洲電力公司，開始為長洲供應電力 |
| 1985年         | 羅蘭士嘉道理與中共領導人鄧小平會面。中電與廣東核電投資有限公司組成合營公司，於大亞灣興建一座1,968兆瓦的壓水式反應堆核電站 |
| 1986年         | 青山發電B廠正式投產，發電容量達2,708兆瓦 |
| 1991年         | 鶴園街電廠退役停產 |
| 1992年         | 位於大嶼山的300兆瓦竹篙灣發電廠正式投入服務，是中電發電系統的重要後備設施 |
| 1992年         | 中電三家發電聯營公司，合併為單一的青山發電有限公司 |
| 1993年         | 主席羅蘭士嘉道理逝世 |
| 1994年         | 位於廣東省的大亞灣核電站正式投產 |
| 1994年         | 位於從化的廣州抽水蓄能電站逐步分段投產 |
| 1996年         | 龍鼓灘發電廠正式分段投產，所有機組落成後，發電總容量達2,500兆瓦；同時龍鼓灘與青山發電廠開始使用源自崖城13-1氣田的天然氣 |
| 1996年         | 青衣發電廠退役停產 |
| 1996年         | 中電與台灣水泥公司組成合營公司，在台灣花蓮和平工業區興建一座1,320兆瓦燃煤發電廠及53公里長的架空電線，將業務拓展至亞太地區 |
| 1997年         | 米高嘉道理接任主席 |
| 1998年         | 中電控股於集團重組後正式成立，以強化日益多元化業務的管理 |
| 1998年         | 山東中華發電項目的融資安排完成，總投資額達22億美元，此項目榮獲5家國際財經雜誌頒發「最佳融資安排」獎 |
| 1998年         | 中電從泰國唯一營運中的獨立發電商Electricity Generating Public Company Limited（EGCO）購入策略性股權，在泰國電力市場建立重要據點 |
| 2001年         | 中電收購雅洛恩能源大部分權益，首度涉足澳洲電力市場 |
| 2002年         | 中電在香港的客戶數目超越200萬 |
| 2004年         | 中電公布可再生能源發展目標，目標於2010年底前，以可再生能源生產相當於集團總發電容量（按淨權益計算）5%的電力 |
| 2005年         | 中電收購TXU Merchant Energy，成為澳洲第五大能源零售公司，並改名為TRUenergy |
| 2005年         | 中電與澳洲公司合作在亞太區發展可再生能源業務 |
| 2006年         | 中電發表《氣候願景2050》，並宣布減排目標，目標於2050年底前把集團發電組合的二氧化碳排放強度減少約75%至每道電0.2千克。 |
| 2006年         | 5%的可再生能源目標已於2007年底達成，較原定時間提早3年。 |
| 2010年         | 中電晨曦島可再生能源電站第一期啟用 |
| 2010年12月15日 | 中電全資附屬公司 TRUenergy 以20.35億澳元155.95 億港收購澳洲新南威爾斯省能源零售業務 EnergyAustralia 等資產 |
| 2010年12月15日 | 今次收購的資產包括 EnergyAustralia 能源零售業務、Delta Western 售電權合約及電廠發展用地 |
| 2011年2月23日  | 重組海外資產，將泰國上市公司EGCO13.36%股權售予三菱商事，作價2.73億美元（約21.29億港元）。另外，中電持有五成股權的 OneEnergy，將向三菱商事持有的DGA回購餘下50%股份，完成後，OneEnergy 將成為中電的全資附屬公司，中電和三菱商事在台灣和平電廠和泰國太陽能項目的權益將維持不變，即該公司將繼續分別持有項目的20%及33%，而雙方在越南兩個燃煤電廠的合營公司權益亦保持不變。 |
| 2011年4月19日  | 中華電力基於雙方發展策略不同，終止與 Hydro Tasmania 在澳洲發展的風力發電業務各佔50%股權的 Roaring 40s。 雙方瓜分風場 將成競爭對手 |
| 2011年7月17日  | 全資擁有附屬公司 TRUenergy 以2.84億澳元，收購澳洲 Gunnedah 盆地煤層氣田的權益。 |
| 2012年12月20日 | 中電控股已按配售價每股63.25元配售共超過1.2億股股份，相當於經擴大後發行股本總額約4.76%，而配售股份出售予不少於六名獨立投資者，扣除所有相關成本費用等，集資淨額75.56億元。 |
| 2013年5月14日  | 中電控股旗下澳洲子公司 EnergyAustralia，同意出售其75% Waterloo 風電場股權予加拿大 Northleaf Capital Partners 及澳洲 Palisade Investment Partners；預期扣除成本後所得淨收益為2.28億澳元， |
| 2013年5月20日  | 中電控股於2013年首季業績簡報披露，與中國石油成立合營公司，共同擁有及營運「西氣東輸」香港支線項目，兩者分持有合營公司60%及40%權益，但沒有披露投資額。「香港支線」設施及龍鼓灘的天然氣接收站正在進行調試。在龍鼓灘發電廠八台燃氣發電機組中，最後兩台的改裝工程進展理想，可於2013年中竣工。                                                                              |
| 2013年7月25日  | 中電控股，旗下 EnergyAustralia 以4.75億澳元（約33.8億港元）收購澳洲新南威爾斯省政府旗下的 Mount Piper 電廠和 Wallerawang 電廠。 |
| 2013年11月19日 | 中電控股，旗下，其全資附屬中華電力將與南方電網國際香港公司收購埃克森美孚能源所持的香港青山發電有限公司60%股權，各自收購一半權益，作價均為120億元。此外，中電又與埃克森美孚能源達成另一協議，單獨收購由其持有的香港抽水蓄能發展（港蓄發）51%權益，作價現金20億元。兩項收購完成後，中電將擁有青山發電70%股權及港蓄發100%股權。                                          |
| 2013年11月19日 | 中電控股旗下中電中國以28.08億港元現金總作價，將其持股30%的天津神華國華，及持股49%的陝西神木電廠權益，轉讓予獨立第三方 CA Holdings。 |
| 2014年         | 中華電力與南方電網國際(香港)有限公司完成收購青山發電有限公司的權益。 |
| 2017年4月25日  | 香港政府與中華電力和港燈電力投資簽訂新利潤管制計劃協議，由2018年10月1日起至2033年底，中電和港燈電力投資的准許利潤會由現時的9.9%降至8%。 |
| 2017年12月13日 | 中電公布，有關向中國廣核電力收購陽江核電17%股權的交易，已在今日交割完成，作為代價一部分的50億元人民幣受讓金額，已支付予中廣核電力。 |
| 2018年9月14日  | 中電公佈，以264億盧比（28.9億港元）現金，出售 CLP India Private（中電印度）四成股權，给加拿大基金魁北克储蓄投资集团，中電仍持有中電印度六成股權。 |
| 2020年1月9日   | 中電宣布，向R&B Technology投資200萬美元，為香港、內地及亞太市場客戶提供創新的數碼化能源技術。R&B是中電Smart Energy Connect(SEC)網上能源解決方案商店的應用程式合作夥伴之一，業務重點為開發結合人工智能技術的能源管理方案，以助設施管理人、企業和樓宇業主提升能源效益。                                                                                                 |

## 中電義工隊
中電義工隊於1994年由數名員工自發成立，至今義工人數已有數百人，亦有員工家屬參與。義工隊早期的工作是為貧困的獨居長者檢查及維修家居電器。其後義工服務不斷拓展，包括舉辦貧困學童和弱勢社群活動、教育傷健人士環保知識，推動長者和青少年合力服務社群，安排傷殘人士外遊及參觀，以及向新移民學童教授英語等。該義工隊獲《商界展關懷》頒發2006/07年度「全面關懷大獎」，並於2012年接受亞洲電視節目《ATV2012感動香港人物推選》的訪問，講述他們做義工的感受。

## 爭議與事件

### 加價爭議
2012年5月8日，中電就加價爭議向政府「開火」，指電費低廉的日子已經過去，預計未來4年電價將大幅上調，又暗中指責政府效率低，指如中電管理供電系統的效率和策略若如政府處理西九文化區和啟德發展區地皮一樣，九龍和新界將一片漆黑。對於中電的批評，環境局馬上反擊，表示期望中電汲取去年底就加電費爭議的教訓，在建議加電費時須有充足的理據、充分考慮對社會的影響，並回應政府及市民的質疑。

### 電話騙案
2015年11月22日，假冒中華電力（中電控股旗下）預錄電話訊息出現，公司報警處理，並呼籲市民提高警覺，切勿誤信不明來電，或向懷疑有問題的來電提供任何個人資料。中電收到超過100個客戶查詢，涉及收到一個聲稱由「中電」打出的預錄電話訊息，指客戶的電力帳戶有異常用電或欠款情況，又指「中電」已被收購，電力供應將於兩小時後中斷。但是該公司並沒向任何客戶發出有關預錄電話訊息，亦沒有以預錄電話形式與客戶聯絡，通知客戶帳戶事宜。

### 盈警
2019年6月20日，中電發出上市以來首次盈警，受澳洲業務拖累，預期中期業績錄得虧損，消息公布後翌日股價最多急跌5.5%，收市跌4.27%，是當日表現最差藍籌，亦是該股2008年金融海嘯以來最大跌幅。

### 金援蘇貞昌女兒爭議
2021年11月5日，國台辦發言人朱鳳蓮公開點名蘇貞昌、游錫堃、吳釗燮三人為「極少數台獨頑固份子」，其中寫到被點名的人跟家屬的關聯企業跟金主，禁止在大陸牟利。向蘇的大女兒，立法委員蘇巧慧獻金的金主，不少都跟大陸有往來，這麼做相當於斷絕她的經濟援助。根據政治獻金統計，在蘇巧慧的十大捐贈名單中，中電集團名列其中，引發政治爭議。

### 電力事故

#### 新界西北停電事件
2022年6月21日，元朗宏樂街「朗屏8號」附近一條電纜橋於晚上7時10分起火，消防出動2條喉及2隊煙帽隊灌救，並出動47名消防員及救護員、15輛消防車及救護車，同時首次出動滅火機械人協助滅火及冷卻工作，火警其間接獲88宗困𨋢報告。火警致分別三組共提供13萬2000伏特的高壓電纜損毀，元朗、屯門及天水圍共16萬客戶被停電，電訊商手機基站亦無法運作，致受影響地區無法對外溝通，部分大廈亦因水泵缺電而沒有鹹淡水供應。估計受停電影響戶數達16萬。中電企業發展總裁莊偉茵向受影響客戶致歉，並指出中電透過調配輸電，於當晚11時半陸續向14萬客戶恢復電力供應，包括緊急恢復醫院及鐵路的電力，餘下2萬戶包括天晴邨、天澤邨、天悅邨及天富苑的電力供應，相關維修預計需時兩個工作天，已聯絡民政處及管理公司以提供基本供電如電燈和電梯。香港政府於翌日凌晨發出新聞稿，要求中電詳細調查今次事件，找出事故發生的經過和成因，並提交報告，以期避免同類事件再次發生。6月22日早上8時，中電表示受事件影響地區已全面恢復供電，但電力系統可能不穩定，呼籲居民節約用電。全港另有3條同類型電纜橋，中電表示檢查後證實運作正常。

#### 其他電力事故
2024年1月1日，中電位於青衣牙鷹洲街的變電站在下午3時許發生故障導致冒煙，自動保護系統已即時隔離故障部分，期間電力供應沒有中斷。事件引致短暫電壓驟降，如升降機，或會因啟動保護裝置而暫停運作。新界部分地區一度出現電壓驟降，消防處表示，新界部分地區接獲20宗被困升降機及5宗火警報告，包括涉及火警鐘鳴響事故，涉及葵青、馬鞍山和沙田區。
同年1月7日上午約9時38分，青衣發生供電事故，長安邨安湄樓的地下電纜發生故障，之後大廈停電，影響388名客戶。電力供應已於上午11時4分全面回復。中電現正安排修復有關電纜。環境及生態局局長謝展寰就中電短時間內發生兩宗非因惡劣天氣等外在原因導致的電力事故，向中電總裁羅嘉進表達感到十分失望，已要求中電立即展開全面檢視其電力供應系統，並進行預防性的檢查維修安排，確保事件不會再次發生。他又指示機電署和中電具體跟進，以及向環境及生態局報告，並要求局方同事檢視政府在監管方面有否可以加強的地方，以改善電力公司的表現。

## 外部連結
- 官方网站
- 中華電力香港網頁 （页面存档备份，存于）
- 中電客戶服務網站 - 中電網上通 CLPOnline （页面存档备份，存于）
- 香港巴士大典上的相关条目：中華電力